# Mike Walker (voetballer)
Michael Stewart Gordon "Mike" Walker (Colwyn Bay, 28 november 1945) is een voormalig voetbaltrainer en voetballer uit Wales. Hij speelde als doelman gedurende zijn carrière. Walker had vooral succes als trainer van het Engelse Norwich City.
Hij is de vader van voormalig doelman Ian Walker, die even Engels international was en die jarenlang voor Tottenham Hotspur uitkwam.

## Clubcarrière
Walker speelde als doelman van 1963 tot 1983. Het langst speelde hij voor Colchester United, tevens zijn allerlaatste club. Walker stond daar 10 seizoenen onder de lat van 1973 tot 1983. Met Watford, waarmee hij actief was van 1968 tot 1973, won Walker zijn enige trofee als kampioen van de Third Division in 1969.

## Erelijst
| Competitie                     |         |         |
| Competitie                     | Aantal  | Jaren   |
| Watford                        | Watford | Watford |
| ------------------------------ | ------- | ------- |
| Football League Third Division | 1×      | 1968/69 |

## Trainerscarrière

### Norwich City
Walker begon als trainer van Colchester United, maar is vooral bekend geworden als trainer van Norwich City toen de Premier League nog maar pas werd opgericht (1992–1994). Met de club versloeg Walker de voetbalgrootheid Bayern München met 1–2 in het Olympiastadion van Bayern. Dat gebeurde op 19 oktober 1993 in de tweede ronde van de UEFA Cup 1993/94. De Duitse eminentie met Lothar Matthäus verslikte zowaar in de relatief onbekende selectie van Walker, hoewel de Welshman kon beschikken over clubicoon en middenvelder Ian Crook, aanvallers Mark Robins – ex-Manchester United, die op het kwartier geblesseerd uitviel – en Chris Sutton – die later de allergrootste glorie zou beleven met Blackburn Rovers – en de Nigeriaan Efan Ekoku – winnaar van de Afrika Cup 1994 na dat wonderseizoen met Norwich.
Doordat Bayern niet verder geraakte dan een 1–1 gelijkspel in de terugwedstrijd, stootte het team van Walker door. In de achtste finales verloren zijn manschappen van Internazionale.
De memorabele Europese campagne kwam tot stand doordat men onder Walker derde was geëindigd van de eerste editie van de Premier League in het seizoen 1992/93. Norwich moest Manchester United en Aston Villa laten voor gaan. Bovendien was de club lang leider geweest, maar werd er buitenshuis te vaak verloren. Daardoor werd de koppositie te grabbel gegooid.

### Everton
In januari 1994, niet lang na de historische Europese campagne met Norwich, werd Walker aangesteld als trainer van Premier League-club Everton.
Het water stond The Toffees destijds aan de lippen door aanhoudende slechte resultaten. Everton verkeerde reeds in degradatiegevaar voordat Walker de problemen moest komen oplossen. Walker kon het tij niet keren en de schipbreuk werd groter en groter. Walker behoedde de club uiteindelijk nog voor degradatie. Uiteindelijk werd Walker ontslagen en opgevolgd door Joe Royle, die de ontsporende trein op de rails zette en met Everton de FA Cup won in 1995. Everton degradeerde anno 2020 nog nooit uit de Premier League, maar aan het einde van het seizoen 1993/94 danste men op een slappe koord.

### Terugkeer naar Norwich
Walker keerde terug naar Norwich City in 1996 en bleef er aan de slag als trainer tot 1998.

### APOEL Nicosia
De Welshman nam in 2001 de functie van trainer aan bij het Cypriotische APOEL Nicosia. Walker woont anno 2020 nog steeds in Nicosia. Hij was niet al te lang trainer van de Cypriotische club.
Mike Walker is al sinds 2001 op rust als voetbaltrainer. 